# Lexus

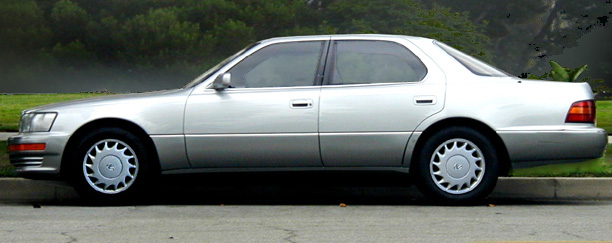
Lexus LS 400

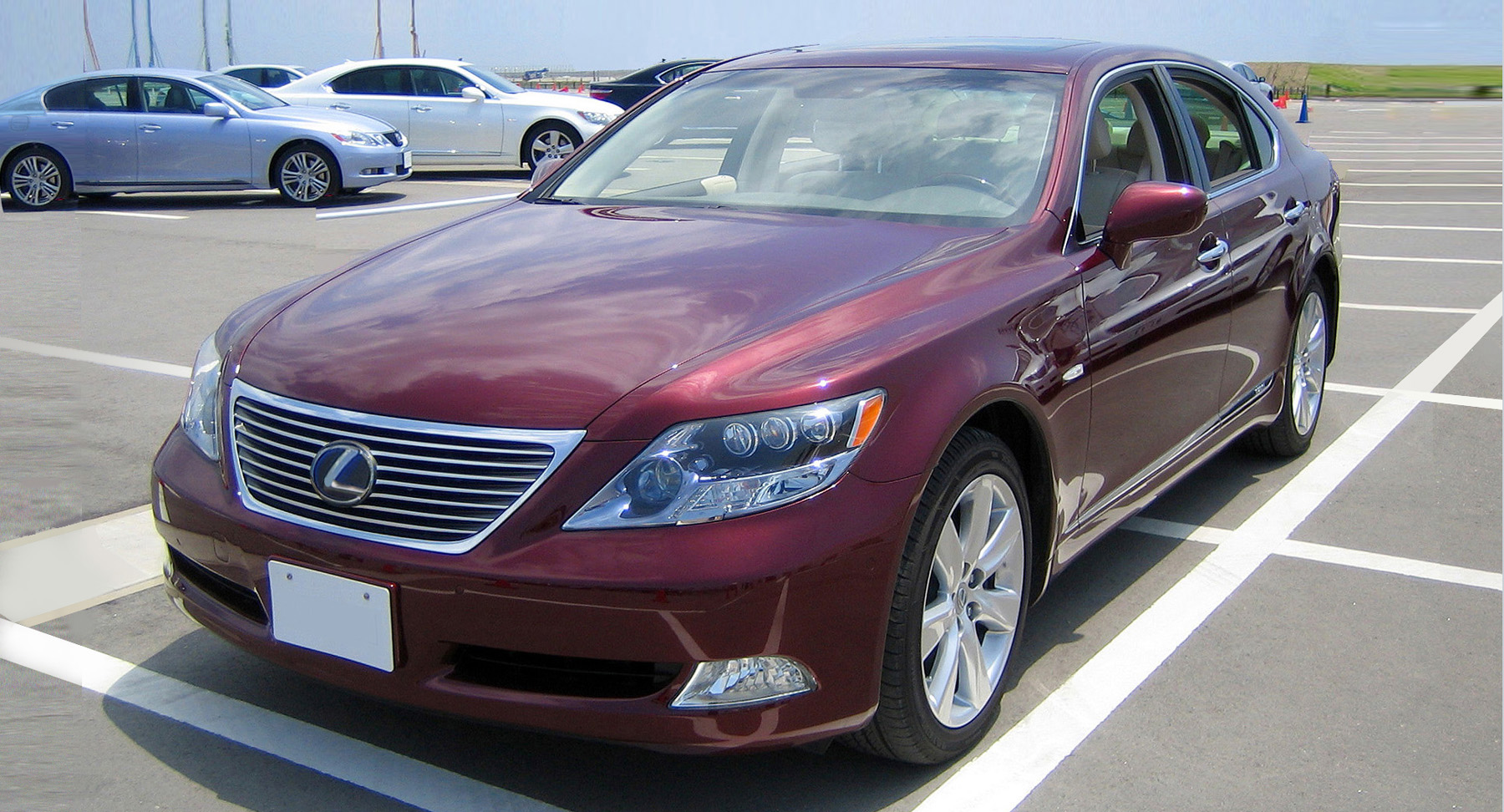
Hybridní Lexus LS 600h

Lexus je výrobní divize luxusních automobilů, patřící společně se Scionem do koncernu Toyota. Divize byla založena v roce 1989 uvedením sedanu Lexus LS (velice připomínající model W126 automobilky Mercedes-Benz) na trh. Lexus je společně s mateřskou Toyotou průkopníkem v oblasti hybridních pohonů automobilů. Využívají a rozvíjejí technologii Hybrid Synergy Drive, která umožňuje downsizing objemu konvenčních spalovacích pohonů. Automobilka proslula v oblasti šetrnosti k životnímu prostředí a díky svým prvkům aktivní bezpečnosti udává směr, kterým se ubírají moderní automobily.
Vozy této značky se prodávají v severní Americe, v Evropě, v Asii, na blízkém východě, v Oceánii, v Africe a v Latinské Americe. V USA je Lexus nejprodávanější značkou luxusních automobilů. V roce 2007 byl vyhlášen v J.D. Power and Associates společně s automobilkou Porsche za nejspolehlivější značku světa.

## Modely
Současná modelová řada
- Lexus IS
- Lexus ES
- Lexus GS
- Lexus LS
- Lexus SC
- Lexus RX
- Lexus GX
- Lexus LX
- Lexus CT 200h
- Lexus IS F
- Lexus LFA

Koncepty
- Série LF
  - Lexus LF-X
  - Lexus LF-S
  - Lexus LF-C
  - Lexus LF-A
  - Lexus LF-Sh